# ノルマンディー地域圏
ノルマンディー地域圏（ノルマンディーちいきけん、Normandie）は、フランスの地域圏。かつてのバス＝ノルマンディー地域圏とオート＝ノルマンディー地域圏が統合され、2016年1月1日に発足した。地域圏首府はルーアンに固定されるが、地域圏議会はカーンに置かれる。

## 地理
ノルマンディー地域圏の範囲は、おおむね王政時代の旧ノルマンディー州に相当する。北をオー＝ド＝フランス地域圏、東をイル＝ド＝フランス地域圏、西をブルターニュ地域圏、南をペイ・ド・ラ・ロワール地域圏、サントル＝ヴァル・ド・ロワール地域圏と接している。

## 行政区画
| 名称                                  | 人口(人)  | 州都/主府/本部      | 備考 |
| ------------------------------------- | --------- | ------------------- | ---- |
| セーヌ＝マリティーム県 Seine-Maritime | 1,253,931 | ルーアン Rouen      |      |
| ウール県 Eure                         | 591,616   | エヴルー Évreux     |      |
| カルヴァドス県 Calvados               | 687,854   | カーン Caen         |      |
| マンシュ県 Manche                     | 499,340   | サン＝ロー Saint-Lô |      |
| オルヌ県 Orne                         | 290,015   | アランソン Alençon  |      |